# قاسم الغزالی
قاسم الغزالی (عربی: قاسم الغزالي؛ زادهٔ ۲۴ ژوئن ۱۹۹۰) نویسنده سکولار و فعال حقوق بشر اهل مراکش است.
او علاوه بر زبان عربی و بربر به زبانهای انگلیسی و فرانسوی صحبت می‌کند. شهرت او به دلیل اعتقاد و اهمیت دادن به آزادی اندیشه و ابراز عقیده خود به سکولاریسم است، که به نظر او در کشورهای اسلامی چنین امکان و آزادی وجود ندارد. مقالات او در نشریه‌های بنیاد خرد و دانش ریچارد داوکینز، هافینگتن پست، نویه زورشر زایتونگ (که در زوریخ منتشر می‌شود) و فرانکفورتر آلگماینه زایتونگ آلمانی و تعداد دیگری از رسانه‌ها چاپ و منتشر می‌شود.

## زندگی‌نامه
اصلیت او از یک خانواده صوفی بربر مراکشی است. پدر بزرگ او یک مسجد در روستای محل زندگیشان ساخت، پدرش دندانپزشک بود که مایل بود فرزندش امام مسجد شود. در فضای عرفانی صوفیگری و دگماتیسم حاکم بر اندیشه موجود خانواده، قاسم احساس می‌کرد محدود و تحت کنترل است. الغزالی سردبیر نشریه باهموت بلاگ بود؛ که بحث انگیزترین وبلاگهای دنیای عربی را منتشر می‌کرد و به دلیل ابراز نقطه نظرهایش بارها تهدید به مرگ شد. وبلاگهای او آزادی بیان و اسلام سیاسی را به بحث می‌گذاشت.
غزالی در سال ۲۰۱۱ به سوئیس رفت و پناهندگی گرفت و در آنجا زندگی می‌کند. وی بارها در رسانه‌های بین‌المللی از جمله تلویزیون‌ها ظاهر شده‌است.